# Chiesa di San Bartolo
La chiesa di San Bartolo (detta localmente Santo Bartolo) è un luogo di culto cattolico situato in via San Matteo a San Gimignano, in provincia di Siena, arcidiocesi di Siena-Colle di Val d'Elsa-Montalcino.

## Storia
La chiesa è situata al di fuori della porta Cellolese, appartenente alla prima cerchia muraria di San Gimignano, ed è tradizionalmente individuata come l'ospedale gerosolimitano di San Matteo costruito nel 1173 lungo la via Francigena.
La prima testimonianza documentale risale al 21 giugno 1196 quando il vescovo di Volterra pose sotto il controllo del proposto di San Gimignano del pievano di Céllole tutte le chiese di via Cellolese e cioè San Biagio e San Matteo. Ma nel 1220 il papa Onorio II confermò il possesso di queste due chiese solo al proposto Lamberto. Nel testamento datato 28 dicembre 1262 Noccio di Guicciardo lasciò una somma a queste due chiese. In genere dunque le due chiese di via Cellolese vengono sempre nominate insieme e questo non aiuta a separare la loro storia. La prima testimonianza separata risale agli Statuti comunali del 1255 dove viene stabilito In che modo debbono essere fatte le porte della chiesa di San Biagio, che forse era stata da poco completata. In una sentenza di confino del 13 luglio 1284 è riportato si vero voluerint ire ad Portam Cellolensem vadan omes vias, excepto quam per rugam maestram, et illas vias que sunt post ecclesiam S. Matthei versus Templum usque ad portam Cellolensem e inoltre si citano anche Balchionis, quod est a latere dicte ecclesia e anche di una domum dicte ecclesia, que est post ipsam ecclesia coniunta
, descrizioni che combaciano con l'ubicazione della chiesa di San Bartolo.
Nel XIV secolo le due chiese erano già state riunite e avevano un reddito modesto ma solido tanti che durò fino alla fine del XVI secolo. Furono entrambe oggetto di una visita apostolica il 30 novembre 1413 e nel 1465 il rettore era in comune e dipendeva sia dal capitolo di Céllole che dal capitolo della Collegiata. Nel 1572 venne istituita la società di San Bartolo che poi dette il nome alla chiesa che nel 1576, al tempo di una nuova vista apostolica, risultava ormai unita alla Collegiata che ne nominava il rettore anche se il patronato, ancora il 15 ottobre 1645, spettava al popolo.
Nel XIX secolo la chiesa fu oggetto di importanti lavori che cambiarono totalmente la zona absidale e in seguito è stata restaurata numerose volte.

## Descrizione
È un semplice edificio in laterizi a unica navatella con copertura a capriate e priva di abside. La muratura, come detto è in mattoni, che sono di varie tonalità dal nocciola all'arancio-rosato disposti in maniera irregolare. Nel paramento murario sono visibili le varie fasi costruttive: la facciata per le soluzioni stilistiche adottate è databile agli anni che vanno dal 1195 al 1215; la parete interna sinistra mostra un paramento lapideo riferibile ad un edificio preesistente al 1173; la cornice in pietra si sovrappone al fianco meridionale e quindi è più antica tanto da essere considerata l'unica parte rimasta della chiesa del 1173.

### Esterno

#### Facciata

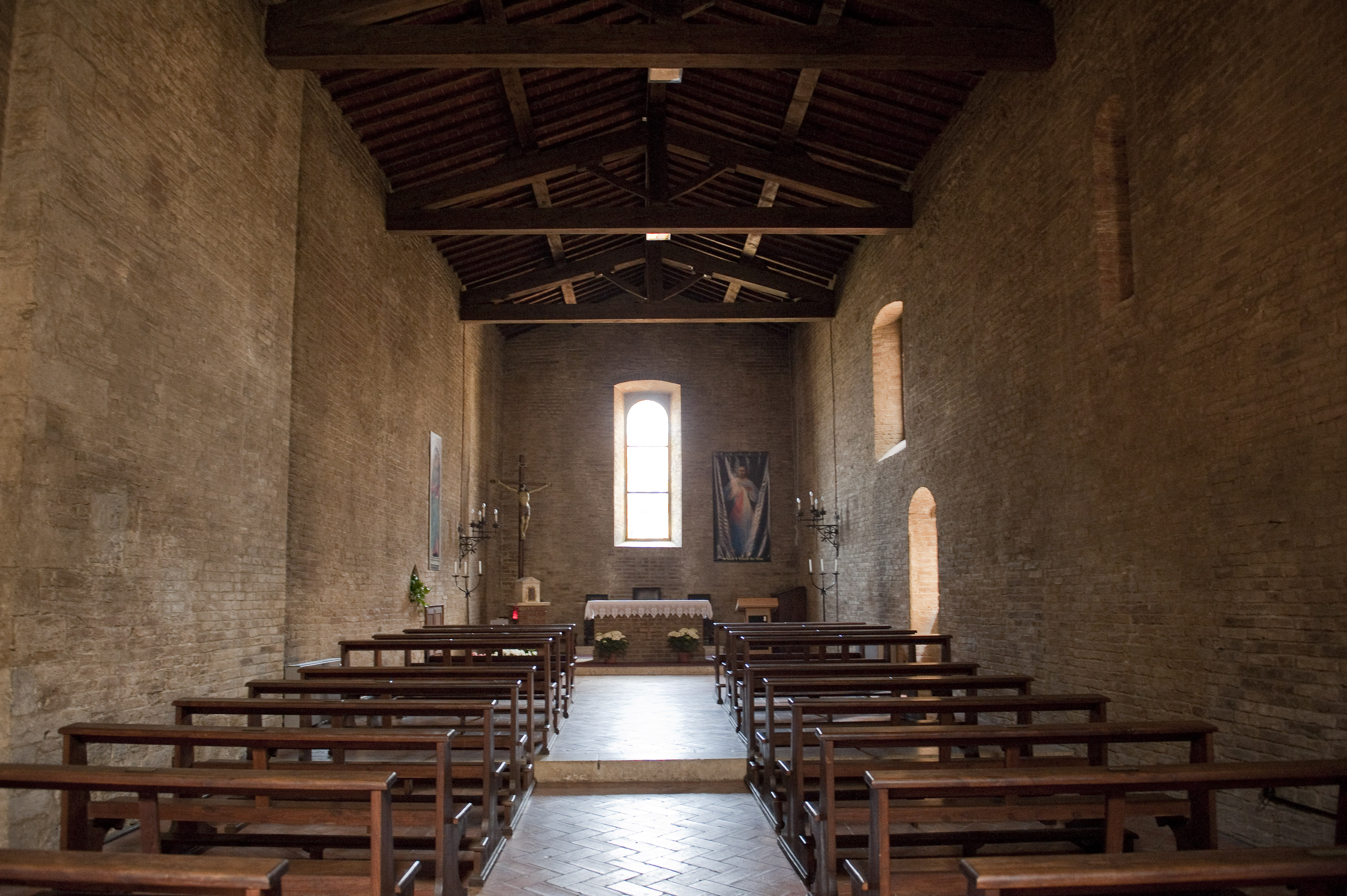
Interno

La facciata è uno degli episodi più importanti dell'architettura romanica in Valdelsa, frutto dell'evidente influenza dei modelli lucchesi e pisani. La facciata è spartita in due gallerie cieche di cinque arcate:
il primo ordine è impostato su semicolonne con basi pisane (toro-scozia-toro) con capitelli, originariamente di stile dorico, trasformati in semplici cornici. Gli archetti laterali sono a tutto sesto e hanno la ghiera scolpita a zig-zag e foglie ellittiche simili alle coeve pievi di Castelfiorentino del 1195 e della chiesa di Certaldo del 1215; l'arco centrale estradossato ha per ghiera una semplice cornice e sotto di esso si apre il portale con arco falcato e decorato ad archetti poggianti su un architrave scolpita con una croce a otto punte a rilievo e con mensole di travertino.
Il secondo ordine è separato da quello inferiore da una cornice decorata a zig-zag e presenta cinque archi uguali; ogni arco poggia su capitelli ungulati con collarino e corpo. Gli archi di sinistra hanno una semicolonna in mattoni mentre gli altri una colonnetta in travertino. Nell'arco centrale si apre una monofora, originariamente forse una bifora, con soprarco estradossato.
Il timpano sembra il frutto di un rifacimento e presenta mattoni non graffiti e di una tonalità diversa rispetto ai sottostanti.

#### Fianchi
La fiancata meridionale presenta i segni di numerosi interventi e qui è nettamente visibile la cesura con la facciata. Nella parte superiore della parete si aprono tre monofore a doppio strombo con arco in cotto scolpito e una finestra; nella parte inferiore si trovano due portali.

### Interno
L'interno mostra un cambio di livello che separa la zona presbiteriale dal resto della chiesa. Interessante è la decorazione presente nella lunetta dell'arco del portale che mostra, dipinte in rosso, numerose rosette a sei petali incorniciate da racemi stilizzati.
Nell'interno, Crocifisso ligneo fiorentino del XV secolo, e due lunette su tela di Niccolò Lapi: Natività di Maria e Santi che adorano l'Annunciazione miracolosa di Firenze.